# If You Were the Last
If You Were the Last ist eine Science-Fiction-Rom-Com von Kristian Mercado, die im März 2023 beim South by Southwest Film Festival ihre Premiere feierte und im Oktober 2023 in das Programm von Peacock aufgenommen wurde.

## Handlung
Die Astronauten Adam und Jane befinden sich seit drei Jahren auf einer NASA-Mission, die sehr schiefgelaufen ist. Sie ist die Kapitänin, er Wissenschaftler und ihr Leutnant. Ihr Space Shuttle ist kaputt, und jetzt treiben sie zwischen Jupiter und Saturn und zählen die Tage bis zu ihrem unvermeidlichen Hungertod. Sie haben nur wenig Hoffnung auf Rettung und versuchen, sich die Zeit zu vertreiben. Adam malt, Jane versucht das Schiff zu reparieren, und sie tanzen jeden Tag oder schauen sich auf dem Sofa kuschelnd 80er-Jahre-Filme an. 
Eines Tages schlägt Adam vor, dass sie vielleicht miteinander schlafen sollten. Er denkt, dass Sex für ihn eine gute Möglichkeit wäre, Stress abzubauen. Jane will eigentlich nichts an ihrem bestehenden Verhältnis ändern, und so diskutieren sie darüber, ob sie ihre verbleibenden Tage besser nur als Freunde oder doch als mehr verbringen sollten.

## Produktion
Regie führte Kristian Mercado. Es handelt sich um sein Langfilmdebüt. Zuvor war er als Regisseur für eine Reihe von Musikvideos und einige wenige Kurzfilme tätig. Das Drehbuch schrieb Angela Bourassa. Dieses landete im Jahr 2020 auf der Black List der besten unverfilmten Ideen Hollywoods. Sie selbst beschreibt If You Were the Last als Sci-Fi-Rom-Com und als Harry trifft Sally im Weltraum, mit Tanz. Bourassa gibt in ihrem Blog LA Screenwriter seit einigen Jahren Drehbuchautoren Tipps, wie sie ihr Schreiben verbessern können und schrieb auch einen Artikel für das Creative Screenwriting Magazine über das Schreiben.

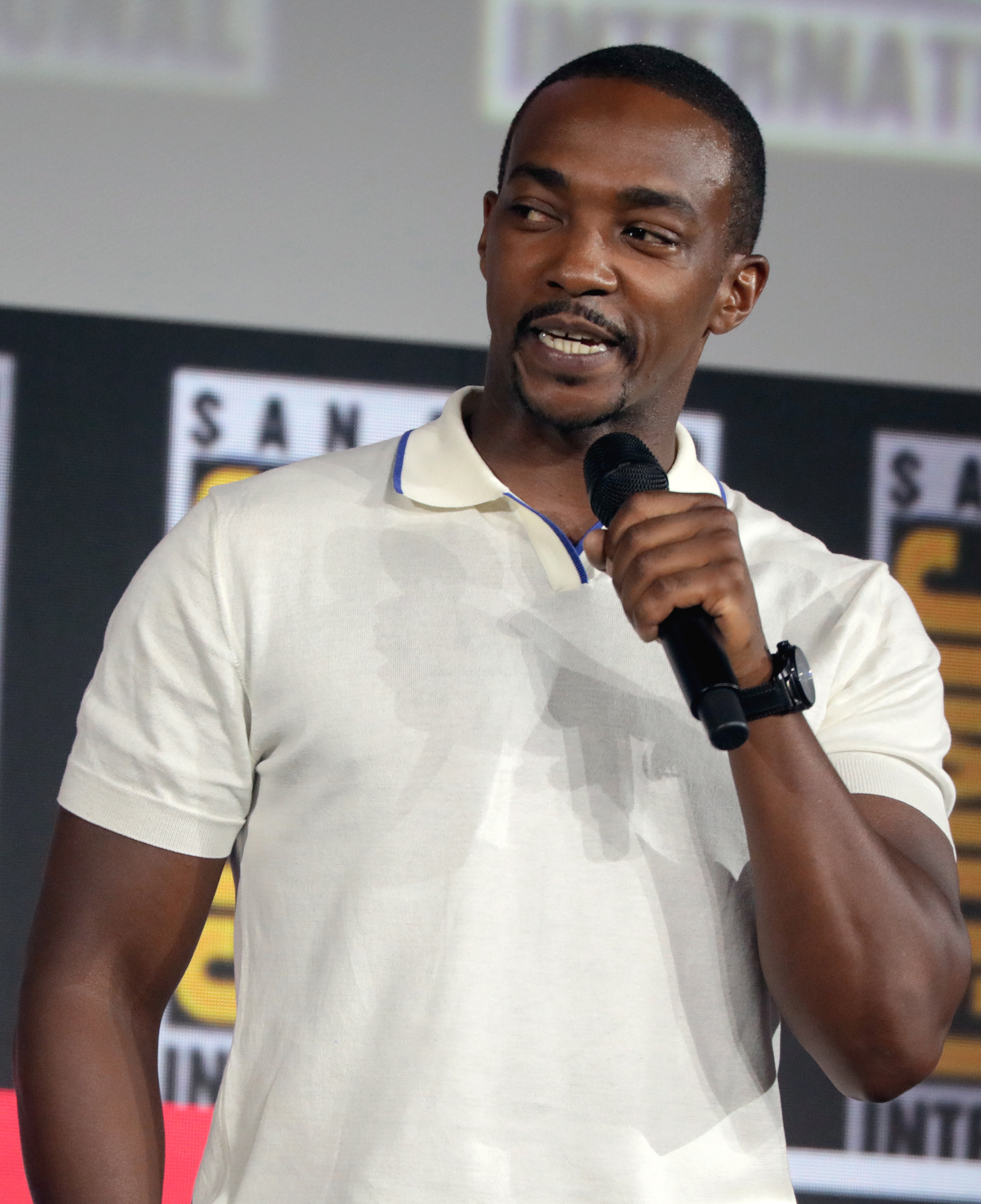
Anthony Mackie spielt Adam

Anthony Mackie und Zoë Chao spielen in den Hauptrollen Adam und Jane. In weiteren Rollen sind Natalie Morales und Geoff Stults zu sehen, die ihre auf der Erde wartenden Ehepartner spielen. Missi Pyle ist in der Rolle von Benson zu sehen, das verstorbene, dritte Besatzungsmitglied, deren toter Körper in einem Raumanzug in ihrem Wohnzimmer hängt und mit dem Jane und Adam gelegentlich Gespräche führen.
Die Filmmusik komponierte Christopher Bear. Das Soundtrack-Album mit insgesamt 18 Musikstücken wurde Ende August 2024 von The Foolshed als Download veröffentlicht.
Der Film feierte am 11. März 2023 beim South by Southwest Film Festival seine Premiere. Am 20. Oktober 2023 wurde If You Were the Last in das Programm von Peacock aufgenommen.

## Rezeption
Der Film konnte 87 Prozent der bei Rotten Tomatoes aufgeführten Kritiker überzeugen.
Matt Donato von SlashFilm erklärt, Angela Bourassas Drehbuch verlasse sich in diesem dialoglastigen interstellaren Kammerspiel auf Gespräche, um die Aufmerksamkeit des Publikums zu schüren. Er beschreibt den Film als No Strings Attached in der Schwerelosigkeit und als Friends With Benefits in der Umlaufbahn des Jupiter. Bourassa habe an diesem hoffnungslosen Ort eine Rom-Com geschrieben, finde dabei aber auch Humor, wo es ihn eigentlich nicht geben sollte. Die Szenenbildner von Kristian Mercado hätten das Raumschiff in einer wunderbare Heimeligkeit kreiert. Der Arbeitsraum sei wie ein amerikanisches Wohnzimmer mit Showroom-Möbeln, einem Teppich und einem Fernseher eingerichtet, und das wandgroße Fenster gewähre einen Blick auf das rosafarbene, orangefarbene und violette Sonnensystem als Kulissen, die so farbenfroh sind wie das Gemälde eines Kindergartenkindes und so die erdrückende Dunkelheit des Weltraums in eine skurrile Landschaft verwandeln.
Samantha Bergeson von IndieWire schreibt, sicher könne man If You Were the Last als Sexkomödie oder als Science-Fiction-Film bezeichnen, der Film sei jedoch ganz klar eine Rom-Com. Die naheliegendste Allegorie wäre, dass eine Quarantäne die Menschen entweder auseinander oder näher zusammenbringt. Sie beschreibt den Film als eine Art It Happened One Night, der mit der Galaxie im Hintergrund spielt.